# Lova Lova
Pour les articles homonymes, voir Lova Lova (chanson) et Lova.
Albums de Superbus
Live à Paris
(2008) Happy BusDay: The Best of Superbus
(2010)
Singles
1. Addictions
Sortie : 24 novembre 2008
2. Lova Lova
Sortie : 17 mars 2009
3. Nelly
Sortie : 1er mai 2009
4. Apprends-moi
Sortie : 28 septembre 2009

Lova Lova est le quatrième album du groupe français Superbus. Il est sorti le 9 février 2009 et a été réédité le 26 octobre 2009. 
Les morceaux Addictions, Lova Lova, Nelly et Apprends-moi en sont les quatre singles. L'album s'est vendu à environ 200 000 exemplaires, s'est classé à la 2e place des charts français et a été certifié double disque de platine.

## Historique de l'album

### Genèse et concept
Selon Jennifer Ayache, le principe de l'album Lova Lova est à la fois de faire un album de fans, en mixant les influences du groupe des années 1980 et à la fois un album concept autour du thème du cabaret et du monde de la nuit. On notera sur Lova Lova, comme cela avait été timidement le cas sur certains titres du précédent opus Wow, la présence du synthétiseur, mais cette fois sur l'intégralité de l'album. Les guitares sont même totalement absentes sur le titre À La Verticale. Comme sur les trois précédents albums, les titres sont en français, en anglais ou en un mélange des deux. Tous les titres ont été écrits et composés par Jennifer Ayache à l'exception de Lova Lova, composé par Jennifer Ayache et Patrice Focone. On peut également entendre le manager du groupe, Stephen Munson, qui assure la narration sur le titre Gogo Dance Show.

### Enregistrement et première sortie
L'album a été enregistré à Paris en trois temps. D'abord en juin 2008 chez Patrice Focone, le guitariste lead du groupe, pour la partie programmations. Puis au Studio Ferber du 15 au 31 juillet 2008 avec l'aide de Charles De Schutter, leur ingénieur du son. Et enfin toujours avec la même équipe, au Studio Acousti du 1er septembre au 10 octobre 2008. Le mixage a eu lieu au mois de novembre aux studios Rec'n'Roll en Belgique.
L'album est sorti le 9 février 2009 dans deux éditions différentes : une édition simple (Super Jewel Box) et une édition collector (livre disque + DVD). Le DVD inclus dans l'édition limitée est un reportage de vingt-six minutes réalisé par Bénédicte Wiand retraçant des moments forts de l'enregistrement de l'album entrecoupé par des interviews des membres du groupe.

### Réédition
Après avoir changé de label (de Mercury à Polydor), le groupe a sorti une réédition de l'album le 26 octobre 2009. La liste des titres est modifiée et l'album contient trois titres supplémentaires : Rise (bonus track digital de la version originale, dans une version remixée), une reprise de Heart of Glass de Blondie (bonus track digital de l'album Wow), ainsi qu'une version alternative de Nelly, intitulé Nelly (Bedroom Version) (qui est la démo de la chanson agrémenté d'une partie de piano, le tout intégralement réalisé par Jennifer Ayache chez elle).

## Singles
Annoncé pour le mois de décembre, le premier single, Addictions, est entré en programmation radio dès le 24 novembre 2008. Le single est ensuite sorti en numérique le 10 décembre 2008 et dans le commerce le 2 mars 2009. Le clip vidéo réalisé par Martin Fougerolle a été diffusé dès le 11 janvier 2009.
Après un sondage lancé auprès des fans par le label Mercury, c'est finalement le groupe qui choisit le deuxième single : c'est Lova Lova. Un des titres préférés du groupe, qui est diffusé en radio dès le 17 mars 2009. Il ne sort commercialement que sous forme de face B d'Apprends-moi mais il fait l'objet d'un clip, tourné au Crazy Horse, réalisé par Arno Bani et diffusé pour la première fois le 22 avril 2009.
Seulement quelques jours après la diffusion du clip de Lova Lova, un troisième single fait son apparition sur les ondes radio : Nelly. 
Après le passage chez Polydor, c'est enfin Apprends-moi qui est le quatrième et dernier single de l'album. Il sort le 28 septembre 2009 en numérique et le 30 novembre 2009 dans le commerce. Quant au clip, réalisé par Mark Maggiori, il est diffusé dès le 13 octobre 2009.

## Pistes de l'album

### Édition originale
Toutes les chansons sont écrites et composées par Jennifer Ayache, sauf contre-indication.
| No  | Titre                  | Auteur                           | Durée |
| --- | ---------------------- | -------------------------------- | ----- |
| 1.  | Nelly                  |                                  | 3:43  |
| 2.  | Addictions             |                                  | 3:58  |
| 3.  | I Wanna Be U           |                                  | 3:36  |
| 4.  | Hello Hello            |                                  | 2:58  |
| 5.  | À La Verticale         |                                  | 3:12  |
| 6.  | Just Like The Old Days |                                  | 3:40  |
| 7.  | Gogo Dance Show        |                                  | 2:51  |
| 8.  | London Town            |                                  | 3:38  |
| 9.  | Call Girl              |                                  | 3:25  |
| 10. | Apprends-moi           |                                  | 4:09  |
| 11. | Keyhole                |                                  | 3:30  |
| 12. | Lova Lova              | Jennifer Ayache & Patrice Focone | 3:21  |

| 13. | Rise | 3:11 |

### Réédition
Toutes les chansons sont écrites et composées par Jennifer Ayache, sauf contre-indication.
| No  | Titre                  | Auteur                           | Durée |
| --- | ---------------------- | -------------------------------- | ----- |
| 1.  | Addictions             |                                  | 3:58  |
| 2.  | Keyhole                |                                  | 3:30  |
| 3.  | Apprends-moi           |                                  | 4:09  |
| 4.  | Just Like The Old Days |                                  | 3:40  |
| 5.  | Gogo Dance Show        |                                  | 2:51  |
| 6.  | London Town            |                                  | 3:38  |
| 7.  | I Wanna Be U           |                                  | 3:36  |
| 8.  | Nelly                  |                                  | 3:43  |
| 9.  | Hello Hello            |                                  | 2:56  |
| 10. | À La Verticale         |                                  | 3:10  |
| 11. | Call Girl              |                                  | 3:25  |
| 12. | Lova Lova              | Jennifer Ayache & Patrice Focone | 3:15  |

| 13. | Rise (New mix)          |                             | 3:11 |
| 14. | Heart of Glass          | Deborah Harry & Chris Stein | 3:44 |
| 15. | Nelly (Bedroom Version) |                             | 4:01 |